# Gesù nel cristianesimo

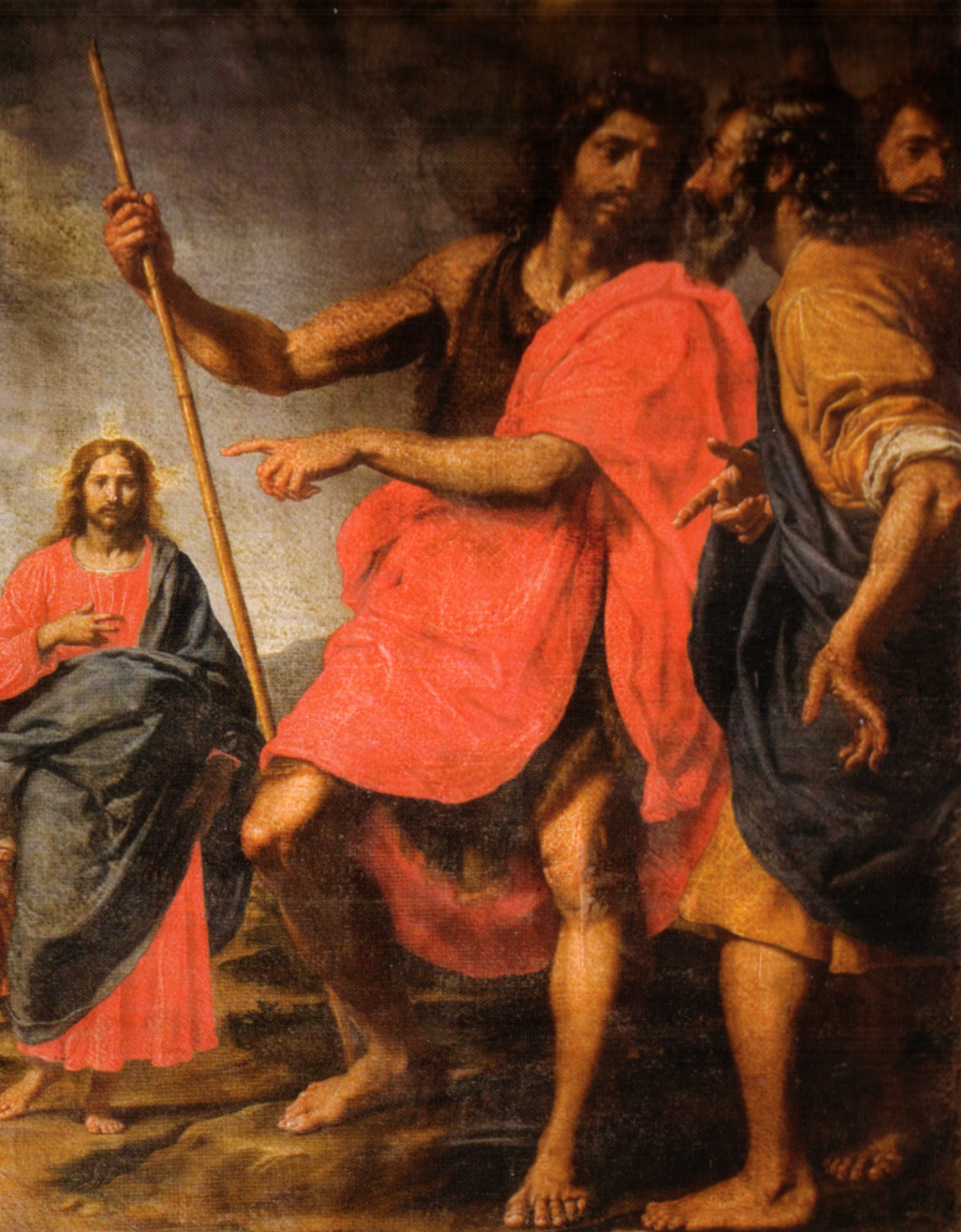
Gesù (a sinistra) viene identificato da Giovanni Battista come "Agnello di Dio, che toglie i peccati del mondo", in - dipinto del XVII secolo di Ottavio Vannini.

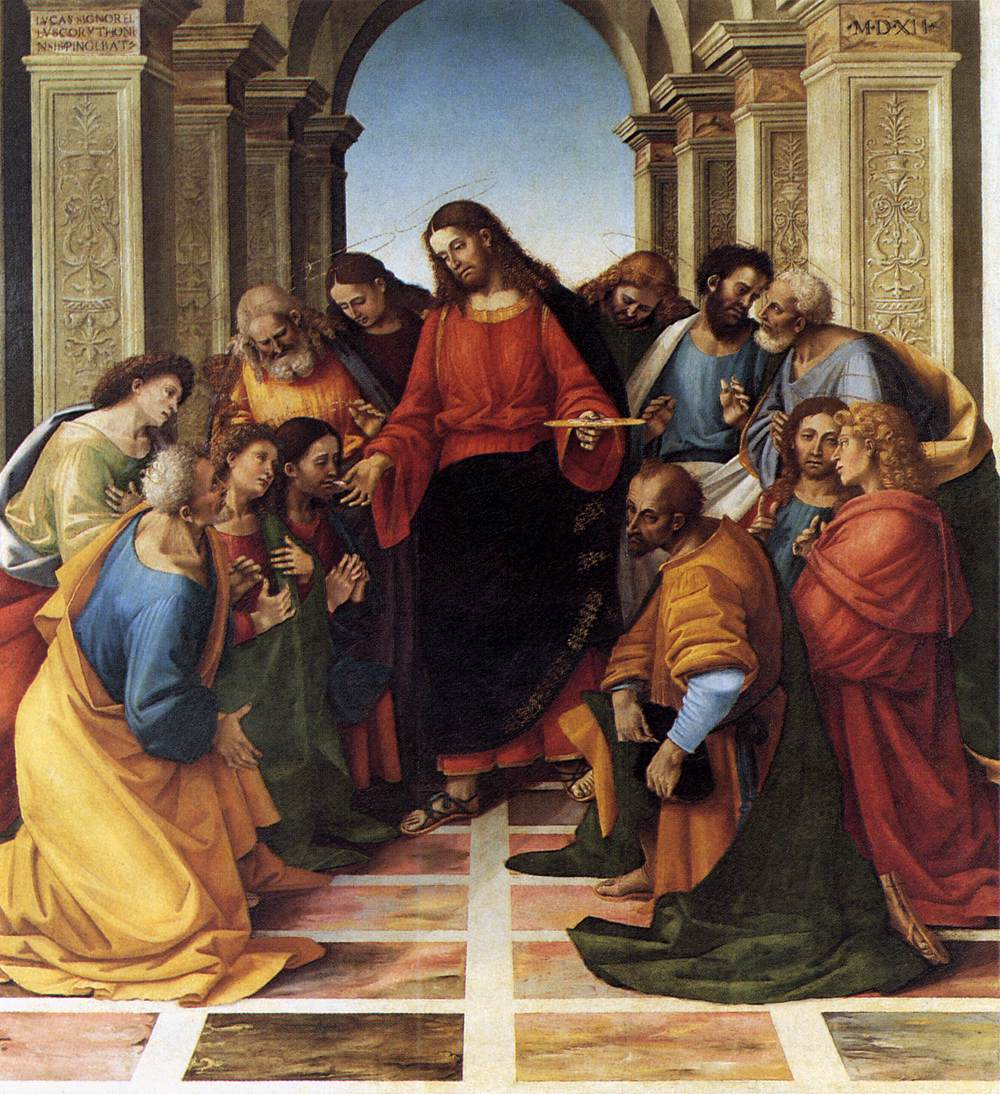
Comunione degli Apostoli, di Luca Signorelli, 1512 (Museo Diocesano, Toscana)

Le concezioni cristiane di Gesù si basano sugli insegnamenti delineati dai Vangeli canonici, dalle Epistole del Nuovo Testamento, e dai Credi cristiani. Tutti questi illustrano le principali credenze di cui sono portatori i cristiani nei confronti della figura di Gesù, compresa la sua divinità, l'umanità e la sua vita terrena. La seconda frase del Credo niceno afferma: "Credo in un solo Signore, Gesù Cristo, unigenito Figlio di Dio..." Nel Nuovo Testamento, Gesù indica di essere il Figlio di Dio, chiamando Dio suo padre.
I cristiani considerano Gesù il Cristo (Messia) e credono che, mediante la sua morte e risurrezione, il genere umano possa riconciliarsi a Dio e quindi salvarsi, con la promessa di una futura vita eterna. Questi insegnamenti mettono in evidenza che Gesù, offrendosi volontariamente come Agnello di Dio, ha scelto di soffrire nel Calvario come segno della sua piena obbedienza alla volontà del Padre Eterno, come "agente e servo di Dio". La scelta fatta da Gesù lo contrappone quale homo novus di moralità e obbedienza, in contrasto con la disobbedienza di Adamo.
La maggioranza dei cristiani ritiene che Gesù fosse sia uomo che Figlio di Dio. Sebbene vi siano stati dibattiti teologici sulla natura di Gesù, i cristiani trinitari generalmente credono che Gesù sia il Logos, Dio incarnato, Dio Figlio e "vero Dio e vero uomo" (o sia pienamente divino che pienamente umano). Gesù, essendo divenuto totalmente umano sotto tutti gli aspetti, ha sofferto le pene e le tentazioni dell'uomo mortale, ma non ha peccato. Come "vero Dio", ha sconfitto la morte ed è risorto a nuova vita. Secondo la Bibbia, Dio lo ha risuscitato dai morti. Salì al cielo e "siede alla destra del Padre" e verrà nuovamente in Terra per il Giudizio finale e l'istituzione del Regno di Dio nel Mondo a venire.

## Sinossi
(Filippesi 2.10)
Sebbene le opinioni su Gesù varino, è possibile riassumere gli elementi chiave delle credenze condivise dalle maggiori denominazioni in base ai loro testi catechetici o confessionali. Le prospettive su Gesù derivano da varie fonti, ma soprattutto dai Vangeli canonici e dalle lettere del Nuovo Testamento, come le Lettere di Paolo. Per la maggioranza dei cristiani le Scritture custodiscono fedelmente la Rivelazione di Dio in Gesù.
Le cinque tappe principali della narrazione evangelica della vita di Gesù sono: il suo Battesimo, la Trasfigurazione, la Crocifissione, la Risurrezione e l'Ascensione. Questi sono di solito delimitati da altri due episodi: la sua Natività all'inizio e l'invio del Paraclito alla fine. I racconti evangelici degli insegnamenti di Gesù sono spesso presentati in termini di categorie specifiche che coinvolgono le sue "opere e parole", ad esempio il suo ministero, le parabole e i miracoli.
I cristiani non solo attribuiscono un significato teologico alle opere di Gesù, ma anche al suo nome. Forme di devozione al Santissimo Nome di Gesù risalgono ai primi giorni del cristianesimo. Queste devozioni e festività si osservano sia nel Cristianesimo orientale che in quello occidentale.
Prevalentemente i cristiani affermano che attraverso la sua vita, morte e risurrezione, Gesù ha ristabilito la comunione dell'uomo con Dio nel sangue della Nuova Alleanza. La sua morte in croce è intesa come un sacrificio redentivo: la fonte di salvezza dell'umanità e l'espiazione del peccato, che era entrato nella storia umana a causa del peccato di Adamo. Tuttavia non tutte le denominazioni cristiane sono d'accordo su tutte le dottrine, e sia maggiori che minori differenze insegnamenti e credenze persistono in tutto il Cristianesimo.

## Cristo, Logos e Figlio di Dio
(Matteo 16.15-16)

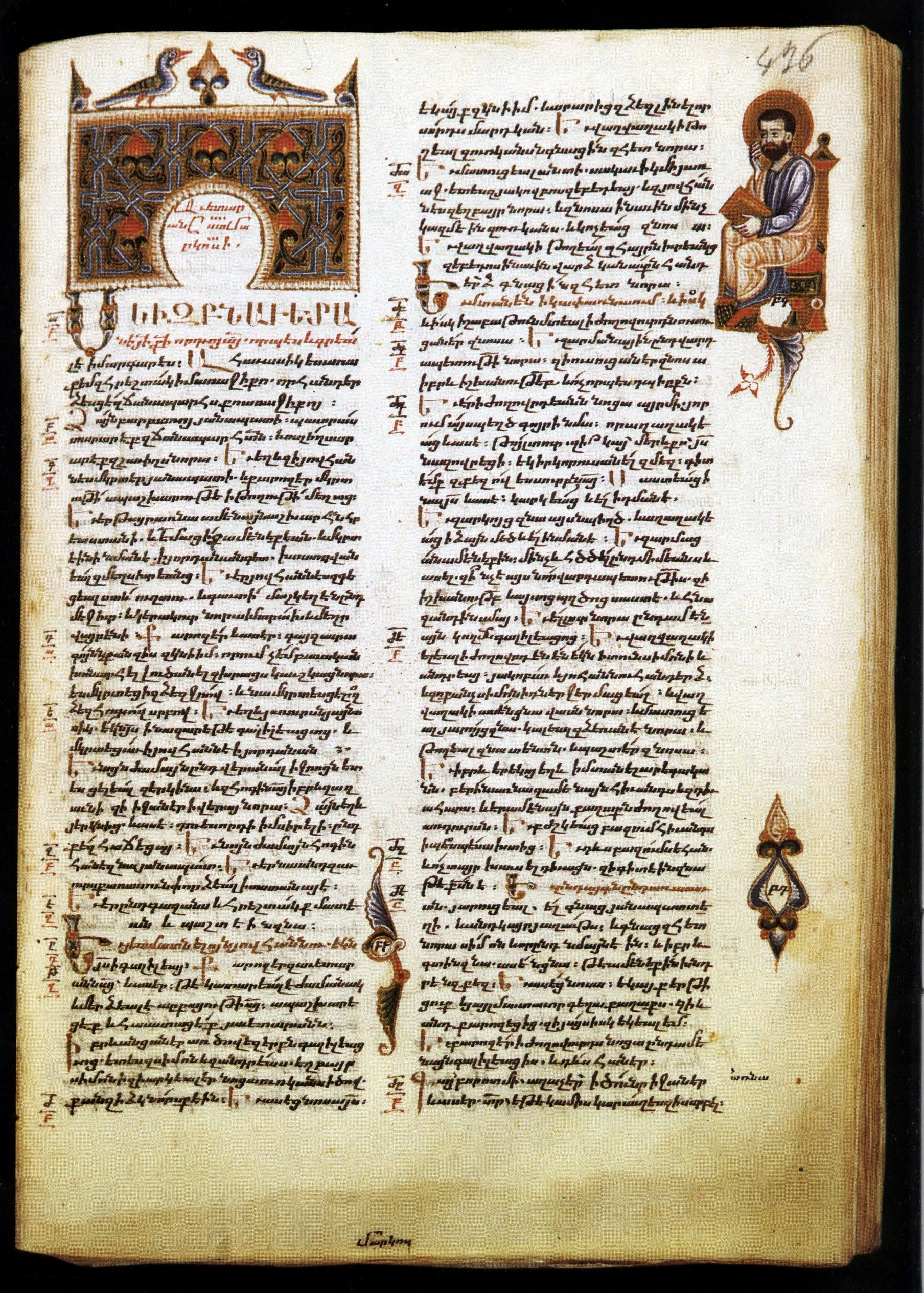
Prima pagina del Vangelo secondo Marco, di Sargis Pitsak (XIV secolo): "Inizio del vangelo di Gesù Cristo, Figlio di Dio.".

I cristiani generalmente considerano Gesù come il Cristo, il tanto atteso Messia, ma anche l'unico e solo Figlio di Dio. Le prime parole del Vangelo secondo Marco (Marco 1.1), "Inizio del vangelo di Gesù Cristo, Figlio di Dio" danno a Gesù due attributi distinti: Cristo ("Unto") e Figlio di Dio. La divinità viene affermata nuovamente in Marco 1.11: "Tu sei il Figlio mio prediletto, in te mi sono compiaciuto". Anche Matteo 1.1 inizia con "Gesù Cristo" e Matteo 1.16 lo spiega ancora dicendo: "Gesù chiamato Cristo".
Nelle Lettere di Paolo, la parola "Cristo" è così strettamente associata a Gesù che a quanto pare i primi cristiani non avevano bisogno di affermare che Gesù era il Cristo, poiché ciò era considerato ampiamente accettato tra di loro. Quindi Paolo poteva utilizzare il termine Christos senza confusione su chi indicasse, per cui in 1 Corinzi 4.15 e Romani 12.05 poteva usare espressioni come "in Cristo" per designare i seguaci di Gesù.
Nel Nuovo Testamento, il titolo "Figlio di Dio" viene dato a Gesù in molte occasioni. È spesso usato per fare riferimento alla sua divinità, dagli inizi, nell'Annunciazione, fino alla Crocifissione. La dichiarazione che Gesù è il Figlio di Dio viene fatta da molte persone nel Nuovo Testamento e in due occasioni separate da Dio Padre come voce dal Cielo, ed è asserita da Gesù stesso.
In cristologia, il concetto che il Cristo è il Logos (cioè, la Parola) è stato importante per stabilire la dottrina della divinità di Cristo e la sua posizione come Dio Figlio nella Trinità, secondo quanto espresso nel Credo di Calcedonia. Tale concetto deriva dall'inizio del Vangelo secondo Giovanni 1.1, comunemente tradotto in italiano: "In principio era il Verbo, il Verbo era presso Dio e il Verbo era Dio". Nell'originale greco Logos (λόγος) è usato per "Parola" e nel discorso teologico viene spesso lasciato in greco.
La Preesistenza di Cristo si riferisce alla dottrina dell'esistenza personale di Cristo prima del suo concepimento. Uno dei rispettivi passi biblici is Giovanni 1.1-18 dove, secondo la posizione trinitaria, Cristo viene identificato con una ipostasi divina preesistente chiamata Logos o Parola. Tuttavia, altre opinioni antitrinitarie mettono in dubbio l'aspetto dell'esistenza personale o quello della divinità, o entrambi. Questa dottrina è ribadita in Giovanni 17.5, quando Gesù fa riferimento alla gloria che aveva presso il Padre "prima che il mondo fosse" durante il "discorso di commiato". anche Giovanni 17.24 afferma che il Padre ha amato Gesù "prima della creazione del mondo".
Dopo l'Età Apostolica, a partire dal II secolo, diverse controversie si svilupparono su come il divino e l'umano fossero correlati all'interno della persona di Gesù. Infine, nel 451 fu decretata l'Unione Ipostatica, cioè l'esistenza in Cristo di un'unica ipostasi-persona in due nature: umana e divina. Tuttavia anche successivamente molte divergenze sono continuate tra le varie denominazioni.

## Incarnazione, Natività e Secondo Adamo
(Colossesi 1.15-16)

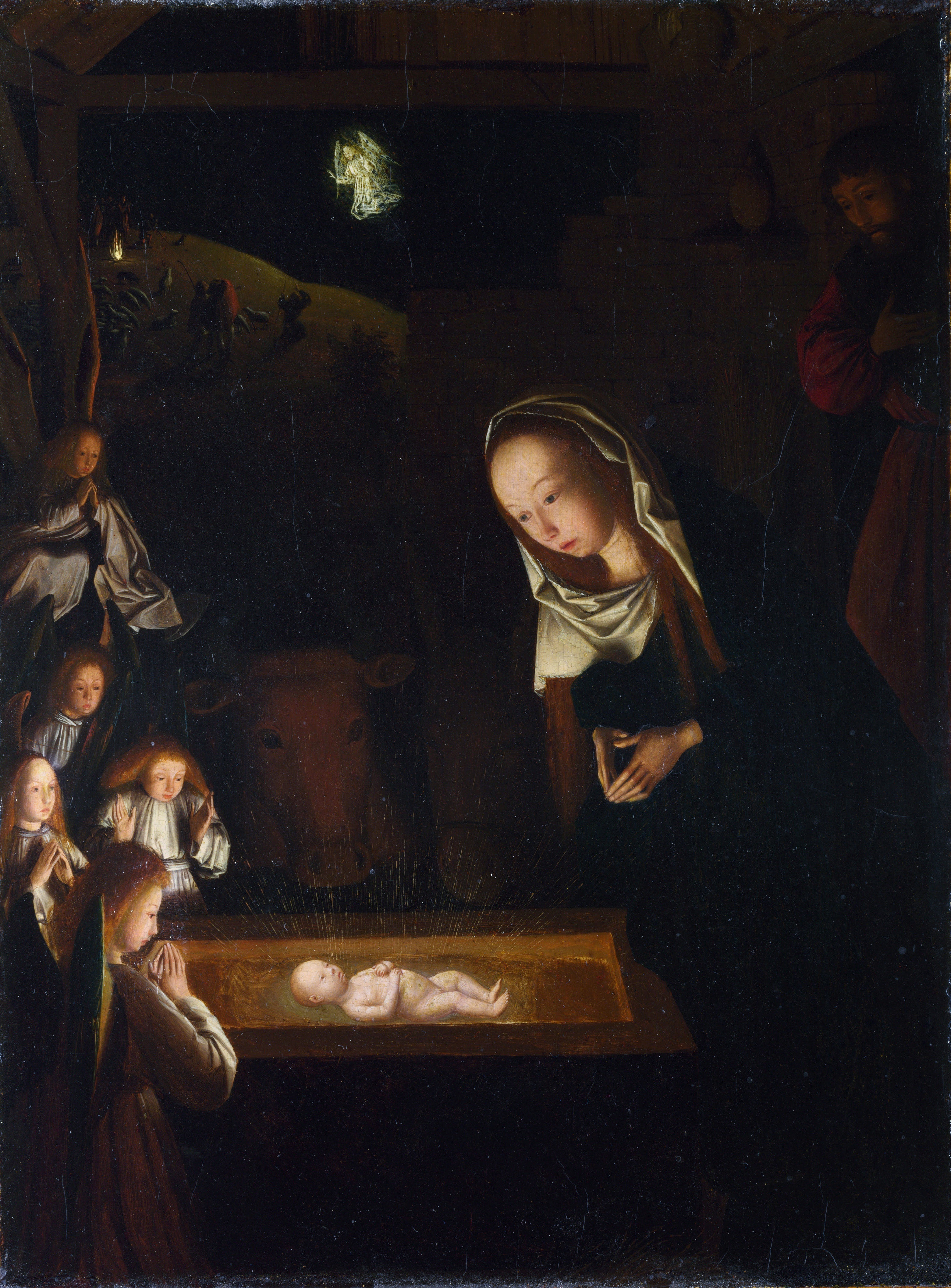
Natività di Gesù, di Geertgen tot Sint Jans (1490)

L'apostolo Paolo interpretava la nascita di Gesù come evento di importanza cosmica, che ha portato in Terra un "uomo nuovo", che ha annullato i danni causati dalla caduta del primo uomo, Adamo. Nella stessa maniera in cui Giovanni vede Gesù come l'incarnazione del Logos proclamandone l'importanza universale della nascita, la prospettiva paolina sottolinea la nascita di un uomo nuovo e di un mondo nuovo con la nascita di Gesù. La visione escatologica di Paolo, contrappone Gesù come l'uomo nuovo della moralità e dell'obbedienza, in contrasto con Adamo. A differenza di Adamo, l'uomo nuovo nato in Gesù obbedisce a Dio e introduce un mondo di moralità e di salvezza.
Secondo Paolo, Adamo viene posito come il primo uomo e Gesù come il secondo: Adamo, dopo essersi corrotto a causa della sua disobbedienza, ha anche contaminato l'umanità e le ha lasciato una maledizione in eredità. La nascita di Gesù, invece, controbilancia la caduta di Adamo, portando la redenzione e riparando il danno fatto da Adam.
Ireneo, Padre della Chiesa del II secolo, scrive:
"Quando Egli divenne incarnato e fu fatto uomo, diede inizio nuovamente alla lunga progenie di esseri umani, e ci ha concesso, in maniera breve e globale, la salvezza; cosicché ciò che avevamo perduto in Adamo - cioè di essere fatti ad immagine e somiglianza di Dio – lo possiamo recuperare in Gesù Cristo."

Nella teologia patristica, la rappresentazione paolina di Gesù come l'uomo nuovo in opposizione ad Adamo, fornisce un contesto per discutere l'unicità della nascita di Gesù e gli eventi successivi della sua vita. La Natività di Gesù cominciò quindi a servire come punto di partenza per una "cristologia cosmica" in cui la nascita, la vita e la risurrezione di Gesù hanno implicazioni universali. Il concetto di Gesù come "uomo nuovo" si ripete nel ciclo della sua nascita e rinascita, dal suo Natale alla sua Resurrezione: dopo la sua nascita, tramite la sua moralità e obbedienza al Padre, Gesù immette una nuova armonia nel rapporto tra Dio Padre e l'uomo. La Natività e la Resurrezione di Gesù ha così creato l'autore e il modello di una nuova umanità. In questa prospettiva, la nascita, morte e resurrezione di Gesù ha portato la salvezza, annullando il danno di Adamo.

## Ministero
Nei Vangeli Canonici, il Ministero di Gesù inizia con il suo Battesimo nella campagna della Giudea, vicino al fiume Giordano, e finisce a Gerusalemme con il suo arresto, dopo l'Ultima Cena. Il Vangelo secondo Luca (3.23) afferma che Gesù avesse "circa 30 anni" all'inizio del suo ministero. La data d'inizio del suo ministero è stata stimata verso il 27-29 d.C. e la fine verso il 30-36 d.C..
Il Primo ministero di Gesù in Galilea inizia quando, dopo il Battesimo, ritorna in Galilea dal suo digiuno nel deserto della Giudea, dove era stato tentato dal diavolo. In questo primo periodo predica in giro per la Galilea e recluta i suoi primi discepoli, che iniziano a viaggiare con lui e alla fine formano il nucleo del primo cristianesimo. Il Principale ministero in Galilea, che comincia in Matteo 8, include la vocazione e missione dei dodici apostoli e riguarda la maggior parte del ministero di Gesù in Galilea. Il Ministero finale in Galilea inizia dopo la morte di Giovanni Battista, mentre Gesù si prepara ad andare a Gerusalemme.
Nel Successivo ministero in Giudea, Gesù comincia il suo viaggio finale verso Gerusalemme attraversando la Giudea. Lungo il percorso verso Gerusalemme, nel seguente ministero in Perea, circa un terzo di distanza dal Mare di Galilea lungo il fiume Giordano, Gesù ritorna nella zona dove era stato battezzato.
Il Ministero finale a Gerusalemme viene a volte chiamato la Settimana di Passione ed inizia con l'entrata trionfale di Gesù a Gerusalemme. I vangeli forniscono più dettagli sul ministero finale che su qualsiasi altro periodo, dedicando circa un terzo dei testi all'ultima settimana di vita di Gesù.

## Insegnamenti, parabole e miracoli
(Giovanni 14.10)

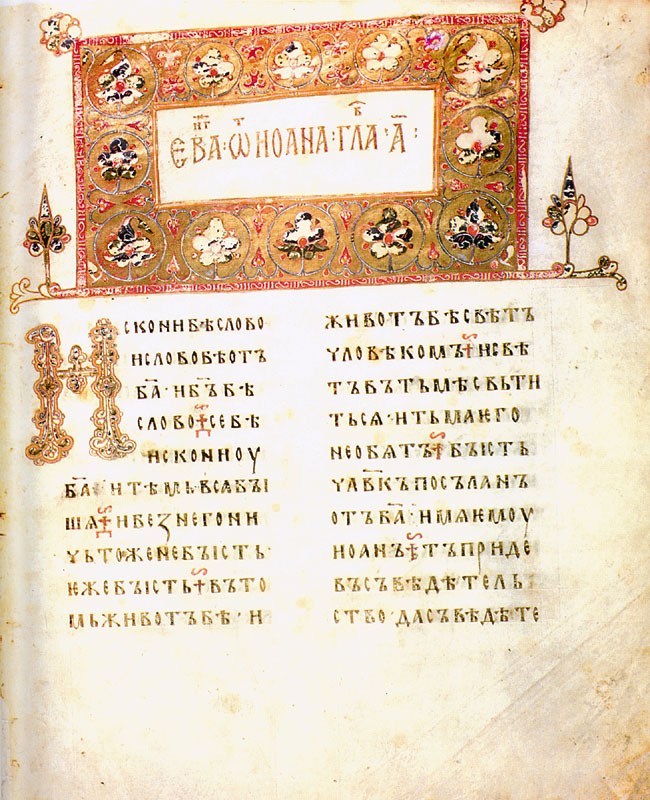
Un Vangelo di Giovanni del 1056, parte dei Vangeli di Ostromir.

Nel Nuovo Testamento gli insegnamenti di Gesù sono presentati nei termini delle sue "parole e opere". Le parole di Gesù includono diversi sermoni e anche parabole che appaiono in tutta la narrazione dei Vangeli Sinottici (il Vangelo di Giovanni non contiene parabole). Le opere comprendono i miracoli e altri atti compiuti durante il suo ministero.
Sebbene i Vangeli Canonici siano la fonte principale degli insegnamenti di Gesù, le Lettere di Paolo, che probabilmente furono scritte decenni prima dei Vangeli, forniscono alcune delle prime testimonianze scritte degli insegnamenti di Gesù.
Il Nuovo Testamento non presenta gli insegnamenti di Gesù soltanto come suoi propri insegnamenti, ma equipara le sue parole ad una rivelazione divina. Infatti Giovanni Battista indica in Giovanni 3.34: "Infatti colui che Dio ha mandato proferisce le parole di Dio" e Gesù afferma in Giovanni 7.16: "La mia dottrina non è mia, ma di colui che mi ha mandato." In Matteo 11.27 Gesù si arroga la conoscenza divina e sostiene: "Tutto mi è stato dato dal Padre mio; nessuno conosce il Figlio se non il Padre, e nessuno conosce il Padre se non il Figlio", affermando la reciproca conoscenza che ha con il Padre.

### Discorsi

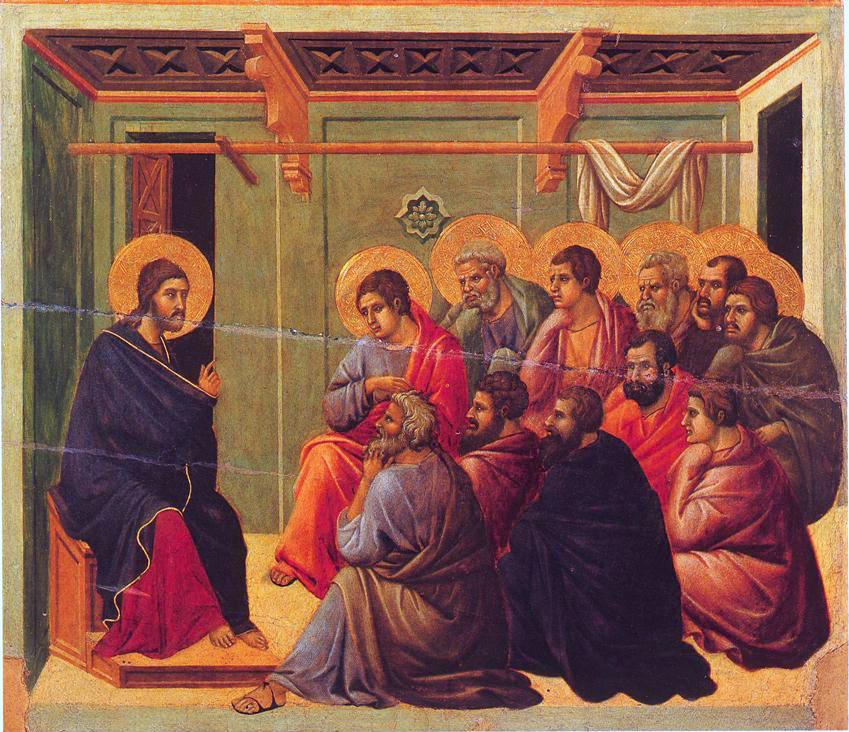
Il Discorso di congedo di Gesù ai rimanenti undici discepoli dopo l'Ultima Cena – particolare della Maestà di Duccio.

I vangeli comprendono vari discorsi di Gesù in occasioni particolari, come per esempio il discorso di congedo pronunciato dopo la Cena, la notte prima della sua crocifissione. Sebbene alcuni insegnamenti di Gesù siano riportati come pronunciati nell'ambiente formale di una sinagoga (per es. in Matteo 4.23), molti dei discorsi sono più conversazioni che insegnamenti formali.
Il Vangelo di Matteo ha una forma strutturata di sermoni, spesso raggruppati come i Cinque Discorsi di Matteo e che presentano molti degli insegnamenti basilari di Gesù. Ciascuno dei cinque discorsi ha dei passi paralleli nel Vangelo di Marco o nel Vangelo di Luca. In Matteo, i cinque discorsi iniziano con il Discorso della montagna, che racchiude in sé molti degli insegnamenti morali di Gesù e che è uno degli elementi più conosciuti e citati del Nuovo Testamento. Il Discorso della montagna comprende le Beatitudini, che descrivono il carattere del popolo del Regno di Dio, espresso come "benedizioni". Le Beatitudini si concentrano su amore e umiltà piuttosto che forza ed esazione, e ribadiscono gli ideali fondamentali degli insegnamenti di Gesù sulla spiritualità e la compassione. Gli altri discorsi di Matteo includono i Discorsi Missionari in Matteo 10 e i Discorsi sulla Chiesa in Matteo 18, che forniscono istruzioni ai discepoli e pongono le fondamenta dei codici di condotta per l'anticipata comunità di seguaci.

### Parabole
Le parabole di Gesù rappresentano una maggiore componente dei suoi insegnamenti esposti nei Vangeli, e circa trenta parabole formano quasi un terzo dei suoi discorsi. Le parabole appaiono a volte nell'ambito di sermoni più lunghi, e anche in altri passi della narrativa – sembrano storie apparentemente semplici e facili da ricordare, spesso con raffigurazioni, e ciascuna trasmette un insegnamento che riguarda in genere il mondo fisico relazionato a quello spirituale.
Nel XIX secolo, i teologi Friedrich Gustav Lisco e Patrick Fairbairn affermarono che nelle parabole di Gesù "l'immagine presa in prestito dal mondo visibile è accompagnata da una verità del mondo invisibile (spirituale)" e che le parabole di Gesù non sono" semplici similitudini, che hanno lo scopo di illustrazione, ma sono analogie interne dove la natura diventa testimone del mondo spirituale". Similmente, nel XX secolo, chiamando la parabola "una storia terrena con significato ultraterreno", William Barclay asserisce che le parabole di Gesù usano esempi familiari per condurre gli uomini verso concetti "celesti". Suggerisce inoltre che Gesù non ha formato le sue parabole solo come analogie, ma sulla base di una "affinità interiore tra l'ordine naturale e quello spirituale."

### Miracoli
(Giovanni 10.38)

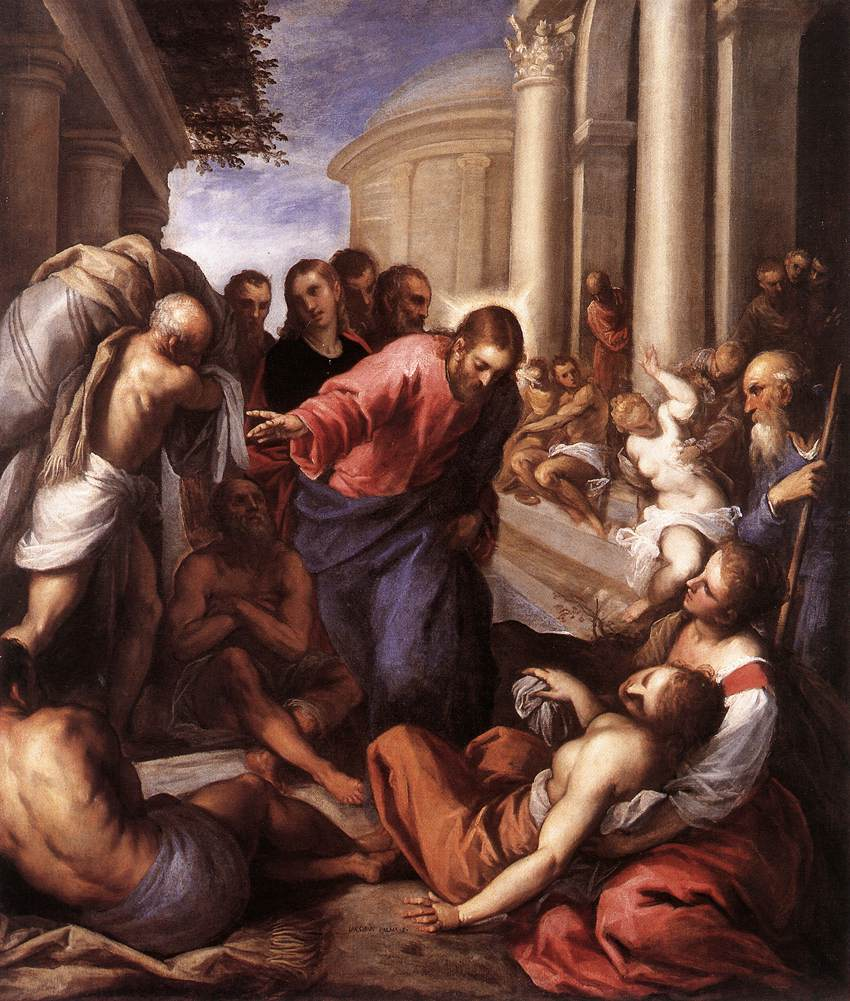
Gesù guarisce il paralitico, dipinto di Palma il Giovane (1592)

Negli insegnamenti cristiani, i miracoli di Gesù furono veicolo del suo messaggio, tanto quanto lo furono le sue parole. Molti dei miracoli enfatizzano l'importanza della fede, per esempio nel guarire i dieci lebbrosi (Luca 17.19) Gesù non ha detto: "Il mio potere ti ha salvato", ma dice: "Alzati e va'; la tua fede ti ha salvato!" Allo stesso modo, nel miracolo della camminata sull'acqua, l'Apostolo Pietro apprende una lezione importante sulla fede, per il fatto che quando la sua fede vacilla, egli comincia ad affondare nell'acqua (Matteo 14.34-36)
Una caratteristica in comune con tutti i miracoli nei racconti evangelici è che Gesù ne ha elargito i benefici liberamente, senza mai richiedere o accettareo qualsiasi forma di pagamento o ricompensa per le guarigioni, a differenza di alcuni sommi sacerdoti del suo tempo che facevano pagare coloro che venivano guariti. In Matteo 10.8, Gesù consiglia ai suoi discepoli di guarire i malati senza pagamento e dichiara: "Gratuitamente avete ricevuto, gratuitamente date."
I cristiani in generale credono che i miracoli di Gesù siano stati reali eventi storici e che le sue opere miracolose siano state una parte importante della sua vita, che attesta la sua divinità e unione ipostatica, cioè la natura duplice di Gesù come Dio e Uomo.. Si crede inoltre che mentre Gesù provava fame, stanchezza, dolore e morte come Uomo, eseguiva miracoli come Dio.
Diversi autori cristiani considerano i miracoli di Gesù non solo come atti di potere e onnipotenza, ma come opere di amore e di misericordia: furono eseguiti non per stupefare la gente con sensazioni della sua onnipotenza, ma per mostrare compassione per un'umanità peccatrice e sofferente. E ogni miracolo sottende specifici insegnamenti.
Poiché secondo il Vangelo di Giovanni20.30 fu impossibile narrare tutti i miracoli fatti da Gesù, la Catholic Encyclopedia afferma che i miracoli presentati dai Vangeli furono selezionati in base a due motivi: primo, per manifestare la gloria di Dio; secondo, per il loro evidente valore di irrefutabilità. Gesù si riferiva alle sue "opere" quale prova della sua missione e divinità, e in Giovanni 5.36 dichiara che i suoi miracoli hanno un valore di testimonianza più grande della testimonianza di Giovanni Battista: "Io però ho una testimonianza superiore a quella di Giovanni: le opere che il Padre mi ha dato da compiere, quelle stesse opere che io sto facendo, testimoniano di me che il Padre mi ha mandato."

## Crocifissione ed espiazione

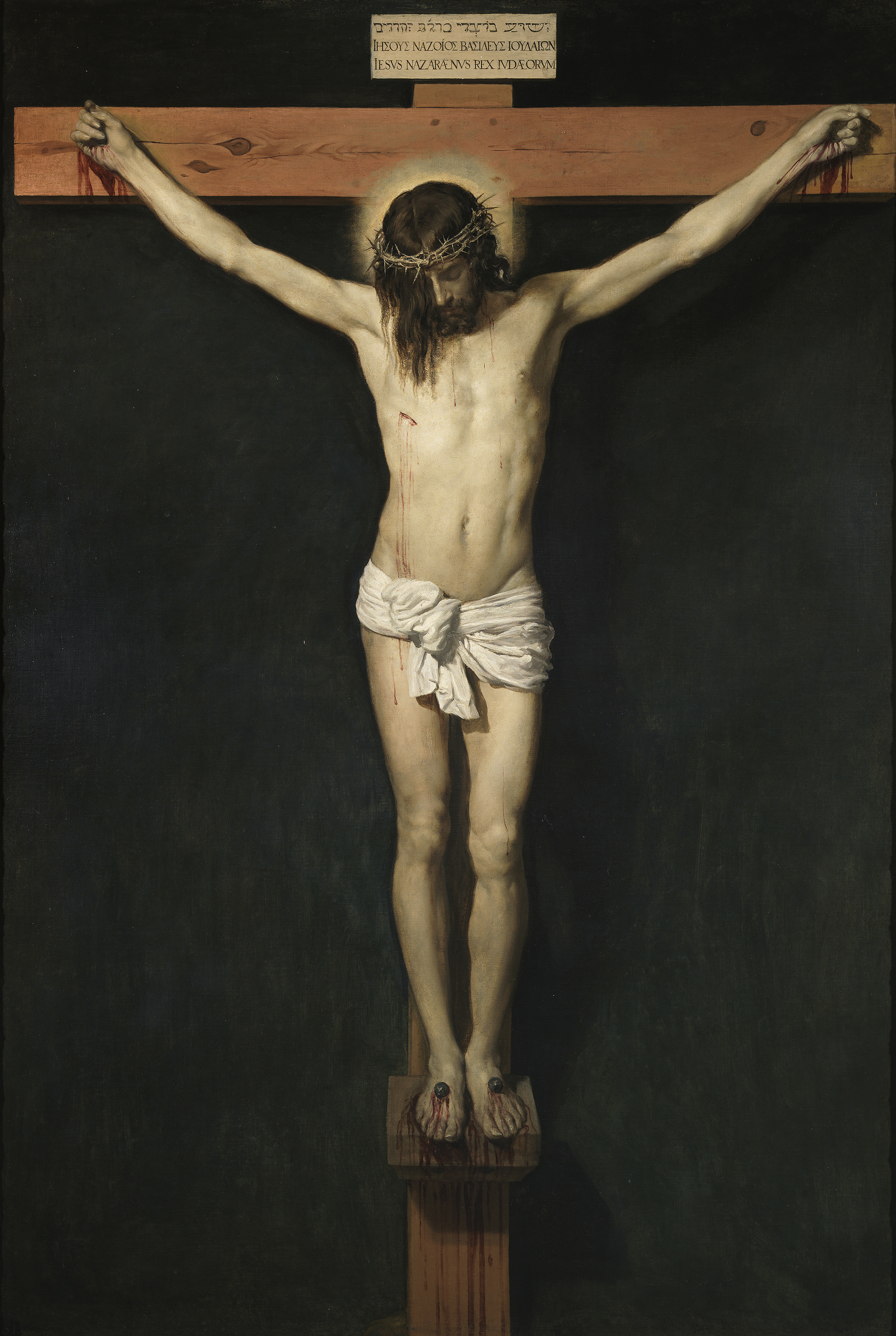
Cristo crocifisso, di Velázquez, 1631

I resoconti della crocifissione e la successiva risurrezione di Gesù, forniscono una considerevole base di analisi cristologica, dai Vangeli Canonici alle Lettere di Paolo.
Nella "cristologia dell'agente" la sottomissione di Gesù alla crocifissione è un sacrificio fatto in qualità di agente di Dio o servo di Dio, in vista della vittoria finale. Questo si basa sul tema salvifico del Vangelo di Giovanni, che inizia al passo 1.29 con l'annuncio di Giovanni Battista: "Ecco l'agnello di Dio, ecco colui che toglie il peccato del mondo!". Ulteriore rafforzamento del concetto viene fornito in Apocalisse 21.14 dove l'"agnello immolato, ma eretto" è il solo degno di reggere il rotolo (cioè il libro) che contiene i nomi di coloro che saranno salvati.
Un elemento centrale della cristologia presentata negli Atti degli Apostoli è l'affermazione della credenza che la morte di Gesù per crocifissione è avvenuta "con la prescienza di Dio, secondo un piano preciso". In questa prospettiva, come in Atti 2.23, la croce non è visto come scandalo, poiché la crocifissione di Gesù "per mano dei senzalegge" è visto come il compimento del piano di Dio..
La cristologia di Paolo si focalizza specificamente sulla morte e risurrezione di Gesù. Per Paolo, la crocifissione di Gesù è direttamente correlata alla sua risurrezione e il termine "la croce di Cristo", utilizzato in Galati 6.12, può essere considerato come la sua abbreviazione del messaggio dei Vangeli. Per Paolo, la crocifissione di Gesù non era un evento isolato nella storia, ma un evento cosmico con significative conseguenze escatologiche, come esposto in 1 Corinzi 2.8.<nome ref = Schwarz132/> Nella visione paolina, Gesù, obbediente fino alla morte (Filippesi 2.8), è morto "al momento giusto" (Romani 4.25), in base al piano di Dio. Per Paolo la "potenza della croce" non è separabile dalla Risurrezione di Gesù.
Giovanni Calvino ha sostenuto la cristologia dell'"agente di Dio" e che nel suo processo alla corte di Ponzio Pilato, Gesù avrebbe potuto con successo provare la sua innocenza, ma si sottomise invece alla crocifissione in obbedienza al Padre. Questo tema cristologico è proseguito nel XX secolo, sia nella Chiesa Orientale che in quella Occidentale. Nella Chiesa Orientale, Sergej Nikolaevič Bulgakov ha affermato che la crocifissione di Gesù fu determinata "preeternamente" dal Padre prima della creazione del mondo, per redimere l'umanità dalla disgrazia causata dalla caduta di Adamo. Nella Chiesa Occidentale, Karl Rahner ha elaborato sull'analogia che il sangue dell'Agnello di Dio (e l'acqua dal fianco di Gesù) versato durante la crocifissione ha una natura purificante, simile all'acqua battesimale.

## Risurrezione, Ascensione e Seconda Venuta

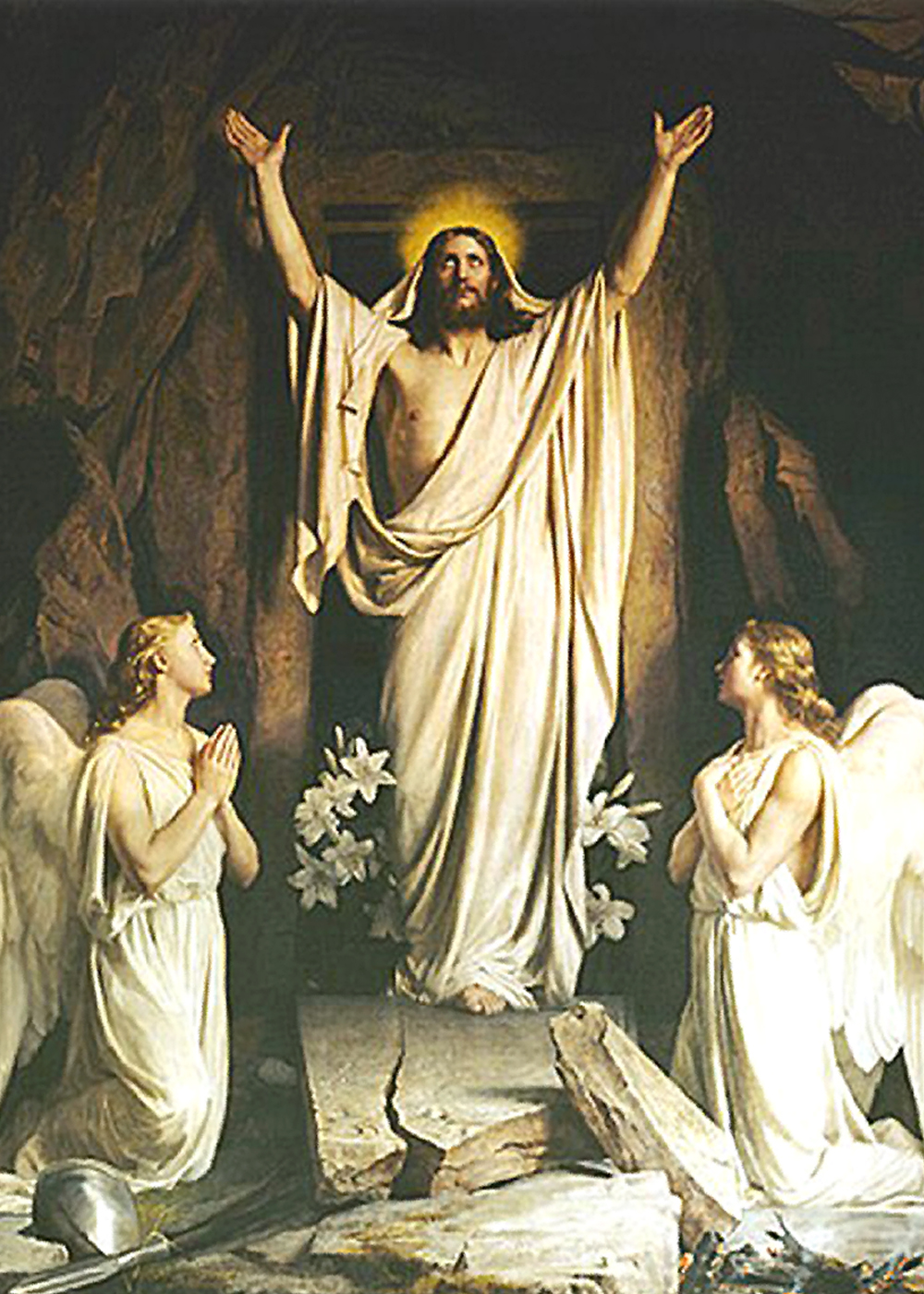
La Risurrezione, di Carl Heinrich Bloch

Il Nuovo Testamento insegna che la risurrezione di Gesù è un fondamento della fede cristiana.(1 Corinzi 15.12-20 1 Pietro 1.3) I cristiani, mediante la fede nell'operato divino(Colossesi 2.12) risorgono spiritualmente con Gesù, e sono redenti in modo da poter entrare in un nuovo modo di vita(Romani 6.4)
Negli insegnamenti della Chiesa apostolica, la resurrezione fu vista come l'annuncio di una nuova era. La formazione di una teologia della risurrezione toccò all'Apostolo Paolo. Non fu sufficiente per Paolo ripetere semplicemente gli insegnamenti basilari ma, come afferma in Ebrei 6:1, era necessario lasciare "da parte l'insegnamento iniziale su Cristo" e passare "a ciò che è più completo". Fondamentale per la teologia paolina è la connessione tra la Risurrezione di Cristo e la Redenzione. Paolo spiega(1 Corinzi 15.20-22) l'importanza della risurrezione di Gesù come causa e fondamento della speranza dei cristiani di condividere un'esperienza simile:
(1 Corinzi 15.20-22)
Se la Croce è al centro della teologia di Paolo, così lo è anche la Risurrezione: se Egli non fosse morto soffrendo la morte di tutti, quei tutti avrebbero ben poco da celebrare con la Sua risurrezione. Paolo insegna che, proprio come i cristiani condividono la morte di Gesù nel battesimo, così condivideranno anche la sua risurrezione, poiché Gesù è stato designato Figlio di Dio con la sua risurrezione:
(Romani 1.4)
La visione di Paolo si opponeva al pensiero dei filosofi greci, per i quali la resurrezione corporea significava una nuova reclusione in un corpo fisico, che era proprio ciò che volevano evitare, dato che per loro il corporeo e il materiale incatenavano lo spirito. Allo stesso tempo, Paolo credeva che il nuovo corpo risorto sarebbe stato un corpo celestiale, immortale, glorificato, potente ed etereo, in contrasto con un corpo terreno, che è mortale, disonorato, debole e psichico. Secondo il teologo australiano Peter Carnley, la risurrezione di Gesù è diversa da quella di Lazzaro poiché: "Nel caso di Lazzaro, la pietra fu fatta rotolare via, in modo che potesse uscire... il Cristo risorto non ha dovuto far rotolar via la pietra, perché Egli si è trasformato e può apparire ovunque, in qualsiasi momento."
I Padri Apostolici hanno esaminato e discusso la morte e risurrezione di Gesù, tra i quali Ignazio di Antiochia (50−115), Policarpo (69−155) e Giustino (100−165). A seguito della conversione di Costantino I e il liberatorio Editto di Milano del 313, i Concili ecumenici del IV, V e VI secolo concentrantisi sulla Cristologia, contribuirono a plasmare la visione cristiana della natura redentrice della Risurrezione, influenzando sia lo sviluppo della relativa iconografia, sia il suo utilizzo all'interno della Liturgia.

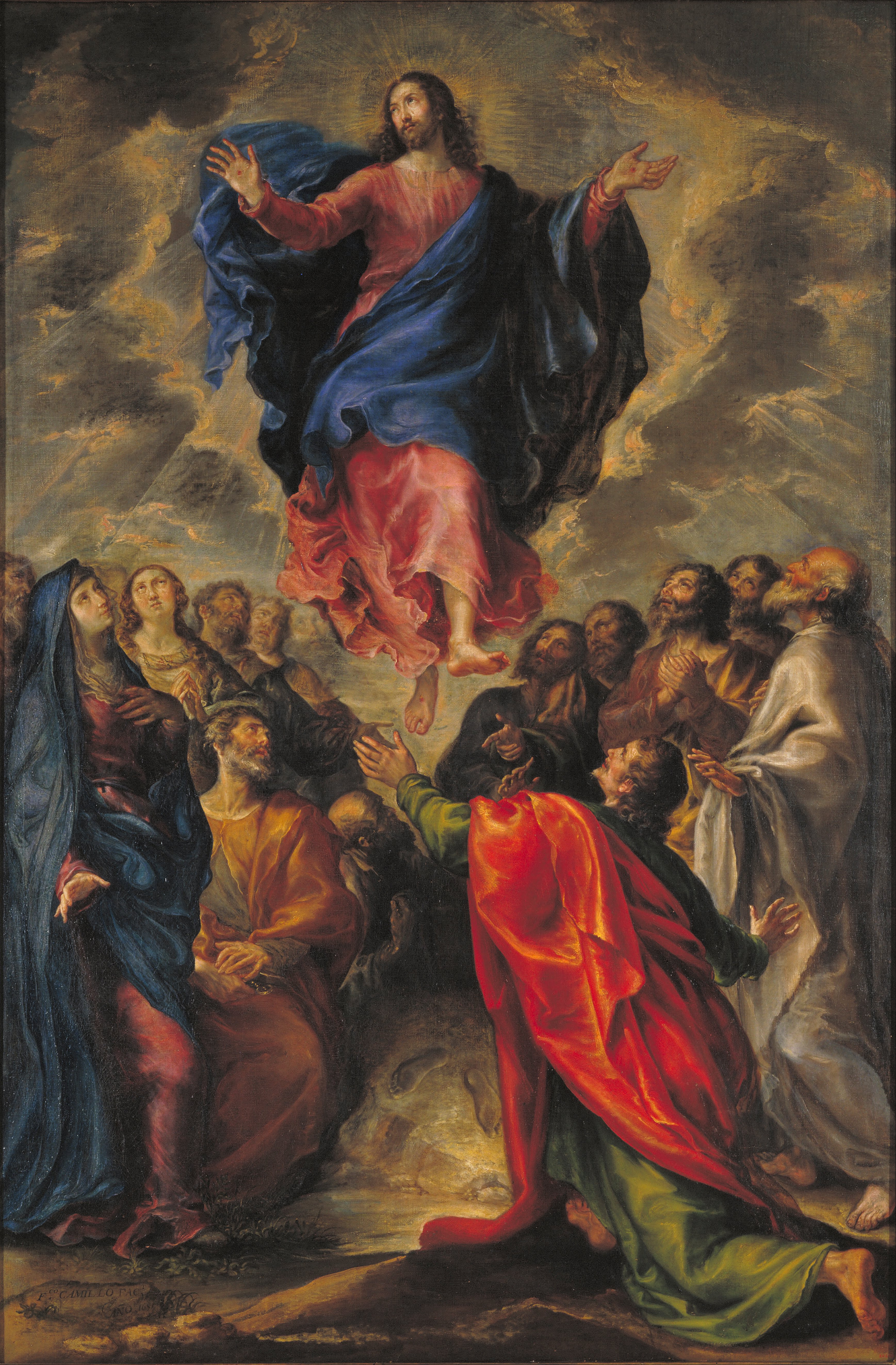
Ascensione di Gesù

Circa quaranta giorni dalla sua risurrezione, Cristo sale al cielo, dove non ritornerà più fino alla Seconda Venuta, che le chiese cristiane attendono.

### Riferimenti
1. ↑   Giovanni 1.29, su La Parola - La Sacra Bibbia in italiano in Internet.
2. ↑  The Lamb of God di Sergei Bulgakov, 2008. ISBN 0-8028-2779-9 p. 263
3. 1 2  John Yueh-Han Yieh, One teacher: Jesus' teaching role in Matthew's gospel, 2004, pp. 240-241. ISBN 3-11-018151-7
4. ↑  Oxford Companion to the Bible, p. 649
5. ↑  Dániel Deme, The Christology of Anselm of Canterbury, 2004, pp. 199-200. ISBN 0-7546-3779-4
6. 1 2  Oscar Cullmann, The Christology of the New Testament, 1959, p. 79. ISBN 0-664-24351-7
7. 1 2 3 4  Wolfhart Pannenberg, Systematic Theology, Vol. 2, 2004, pp. 297-303. ISBN 0-567-08466-3
8. ↑   Atti 2.24, su laparola.net.,  Romani 10.9, su laparola.net.,  1 Cor, su laparola.net.,  Atti 2.31-32, su laparola.net.,  Atti 3.15, su laparola.net.,  Atti 3.26, su laparola.net.,  Atti 4.10, su laparola.net.,  Atti 5.30, su laparola.net.,  Atti 10.40-41, su laparola.net.,  Atti 13.30, su laparola.net.,  Atti 13.34, su laparola.net.,  Atti 13.37, su laparola.net.,  Atti 17.30-31, su laparola.net.,  1Cor 6.14, su laparola.net.,  2Cor 4.14, su laparola.net.,  Gal 1.1, su laparola.net.,  Ef 1.20, su laparola.net.,  Col 2.12, su laparola.net.,  1Tess 1.10, su laparola.net.,  Eb 13.20, su laparola.net.,  1Pietro 1.3, su laparola.net.,  1Pietro 1.21, su laparola.net.
9. ↑   Marco 16.19, su laparola.net.,  Luca 22.69, su laparola.net.,  Atti 2.33, su laparola.net.,  Atti 5.31, su laparola.net.,  Atti 7.55-56, su laparola.net.,  Romani 8.34, su laparola.net.,  Efesini 1.20, su laparola.net.,  Col 3.1, su laparola.net.,  Ebrei 1.3, su laparola.net.,  Ebrei 1.13, su laparola.net.,  Ebrei 10.12, su laparola.net.,  Ebrei 12.2, su laparola.net.,  1Pietro 3.22, su laparola.net.
10. ↑   Atti 1.9-11, su laparola.net.
11. ↑   Filippesi 2.10, su La Parola - La Sacra Bibbia in italiano in Internet.
12. ↑  Catholic encyclopedia: "Holy Name of Jesus"
13. ↑  Gregory Lee Jackson, Catholic, Lutheran, Protestant: a doctrinal comparison, 1993, Parte I: "Areas of Agreement", pp. 11-17. ISBN 978-0-615-16635-3
14. ↑  John Anthony McGuckin, The Orthodox Church: An Introduction to Its History, Doctrine, 2010, pp. 6-7.
15. ↑  John Leith, Basic Christian doctrine, 1993, pp.1-2. ISBN 0-664-25192-7
16. ↑  Concilio Vaticano II, Dei Verbum (V.19); Tommaso d'Aquino, 10. Se la Scrittura sacra si debba esporre secondo pluralità di sensi.; cfr. Catechismo della Chiesa Cattolica, , ; R.C. Sproul, Knowing Scripture pp. 45–61; Greg Bahnsen,  Martin Luther and Scripture; Scott Foutz, Archiviato il 14 aprile 2000 in Internet Archive.
17. 1 2  (EN) Charles Francis Digby Moule, Essays in New Testament interpretation, Cambridge University Press, 1982,  p. 63, DOI:10.1017/CBO9780511897160, ISBN 978-0-521-23783-3.
18. ↑  Vigen Guroian, The Melody of Faith: Theology in an Orthodox Key, 2010, p.28. ISBN 0-8028-6496-1
19. 1 2  John Breck, Scripture in tradition, 2001, p. 12. ISBN 0-88141-226-0
20. 1 2  John F. Walvoord, Roy B. Zuck, The Bible Knowledge Commentary, 1983, p. 100. ISBN 0-88207-812-7
21. 1 2 3  J. Dwight Pentecost, The words and works of Jesus Christ, 2000, p. 212. ISBN 978-0-310-30940-6
22. ↑  Sylvester Hunter, Outlines of dogmatic theology, Vol. 2, 2010, p. 443. ISBN 1-146-98633-5
23. 1 2  Leslie Houlden, Jesus: the complete guide, 2006, p. 426. ISBN 0-8264-8011-X
24. ↑  Catechismo della Chiesa Cattolica §606–618; Concilio di Trento (1547) in Denzinger-Schönmetzer, Enchiridion Symbolorum, definitionum et declarationum de rebus fidei et morum (1965) §1529;  Giovanni 14.2–3, su laparola.net.
25. ↑  Thirty Nine Articles of the Church of England, articolo 9; Augsburg Confession, articolo 2; Second Helvetic Confession, cap. 8;  Romani 5.12–21, su laparola.net.;  1Cor. 15.21–22, su laparola.net..
26. ↑   Matteo 16.15-16, su La Parola - La Sacra Bibbia in italiano in Internet.
27. ↑  Jack Dean Kingsbury, Mark Allan Powell, David R. Bauer, Who do you say that I am? Essays on Christology, 1999, pp. XVI e 109. ISBN 0-664-25752-6
28. ↑   Marco 1.1, su La Parola - La Sacra Bibbia in italiano in Internet.
29. ↑   Marco 1.11, su La Parola - La Sacra Bibbia in italiano in Internet.
30. ↑  Larry W. Hurtado, Lord Jesus Christ: Devotion to Jesus in Earliest Christianity, 2005, p. 288. ISBN 0-8028-3167-2
31. ↑   Matteo 1.1, su La Parola - La Sacra Bibbia in italiano in Internet.
32. ↑   Matteo 1.16, su La Parola - La Sacra Bibbia in italiano in Internet.
33. ↑   1Corinzi 4.15, su La Parola - La Sacra Bibbia in italiano in Internet.
34. ↑   Romani 12.05, su La Parola - La Sacra Bibbia in italiano in Internet.
35. ↑  Larry W. Hurtado, Lord Jesus Christ: Devotion to Jesus in Earliest Christianity, 2005, p. 99. ISBN 0-8028-3167-2
36. 1 2 3  Catholic Encyclopedia: "Son of God"
37. ↑  J. Dwight Pentecost, The words and works of Jesus Christ, 2000, p. 234. ISBN 0-310-30940-9
38. 1 2  Vedi anche Geoffrey W. Bromiley, The International Standard Bible Encyclopedia, 1988, pp. 571-572. ISBN 0-8028-3785-9
39. ↑   Giovanni 1.1, su La Parola - La Sacra Bibbia in italiano in Internet.
40. ↑   Giovanni 1.1-18, su La Parola - La Sacra Bibbia in italiano in Internet.
41. ↑   Giovanni 17.5, su La Parola - La Sacra Bibbia in italiano in Internet.
42. 1 2  Masanobu Endo, Creation and Christology, 2002, p. 233. ISBN 3-16-147789-8
43. ↑   Giovanni 17.24, su La Parola - La Sacra Bibbia in italiano in Internet.
44. 1 2   Erwin Fahlbusch Editors, The encyclopedia of Christianity, Leiden, Netherland, Brill, 1999,  p. 463, ISBN 0-8028-2413-7.
45. 1 2   Thomas P. Rausch, Who is Jesus? An introduction to Christology, Collegeville, Minn., Liturgical Press, 2003,  p. 149, ISBN 0-8146-5078-3.
46. ↑   Alister E. McGrath, Christian theology : an introduction, Malden, Mass., Blackwell, 2007,  p. 282, ISBN 1-4051-5360-1.
47. ↑  Nicene and Post-Nicene Fathers, II serie, Vol. XIV p. 207, trad. H.R. Percival  Archiviato il 16 agosto 2000 in Internet Archive.
48. ↑  "The Seven Ecumenical Councils of the Undivided Church", trad. H. R. Percival, in Nicene and Post-Nicene Fathers, II serie, cur. P. Schaff & H. Wace, (Wm. B. Eerdmans, 1955), XIV, pp. 192-242
49. ↑   Colossesi 1.15-16, su La Parola - La Sacra Bibbia in italiano in Internet.
50. ↑  Jean Daille, An exposition of the epistle of Saint Paul to the Philippians, 1995, pp. 194-195. ISBN 0-8028-2511-7
51. ↑  James Franklin Bethune-Baker, An introduction to the early history of Christian doctrine, 2005, p. 334. ISBN 1-4021-5770-3
52. ↑  Williston Walker, A History of the Christian Church, 2010, pp. 65-66. ISBN 1-4400-4446-5
53. ↑  Aloys Grillmeier, John Bowden, Christ in Christian Tradition: From the Apostolic Age to Chalcedon, 1975, pp. 15-19. ISBN 0-664-22301-X
54. ↑  Larry R. Helyer, The Witness of Jesus, Paul and John: An Exploration in Biblical Theology, 2008, p. 282. ISBN 0-8308-2888-5
55. ↑  Karl Rahner, Encyclopedia of theology: a concise Sacramentum mundi, 2004, pp. 474 & 1434. ISBN 0-86012-006-6
56. ↑  Raymond L.Burke, et al., Mariology: A Guide for Priests, Deacons, Seminarians, and Consecrated Persons, 2008, pp. 613-614. ISBN 978-1-57918-355-4
57. 1 2  Alister McGrath, Christianity: an introduction, 2006, pp.16-22. ISBN 978-1-4051-0901-7
58. ↑   Luca 3.23, su La Parola - La Sacra Bibbia in italiano in Internet.
59. 1 2  Andreas J. Köstenberger, L. Scott Kellum, The Cradle, the Cross, and the Crown: An Introduction to the New Testament, 2009, p. 114. ISBN 978-0-8054-4365-3
60. 1 2  Paul L. Maier, "The Date of the Nativity and Chronology of Jesus" in Chronos, kairos, Christos: nativity and chronological studies di Jerry Vardaman, Edwin M. Yamauchi, 1989, pp. 113-129. ISBN 0-931464-50-1
61. ↑  Paul Barnett, Jesus & the Rise of Early Christianity: A History of New Testament Times, 2002, pp. 19-21. ISBN 0-8308-2699-8
62. ↑  Ed Parish Sanders, The Historical Figure of Jesus, 1993, Penguin Books, pp. 11, 249.
63. ↑  Leon Morris, The Gospel according to Matthew, p. 71. ISBN 0-85111-338-9
64. ↑  Douglas Redford, The Life and Ministry of Jesus: The Gospels, 2007, pp.117-130. ISBN 0-7847-1900-4
65. ↑   Matteo 8, su La Parola - La Sacra Bibbia in italiano in Internet.
66. ↑  George Eldon Ladd, A theology of the New Testament, 1993, p. 324.
67. ↑  Douglas Redford, The Life and Ministry of Jesus: The Gospels, 2007, pp. 143-160. ISBN 0-7847-1900-4
68. ↑  Steven L. Cox, Kendell H Easley, 2007 Harmony of the Gospels, 2007, pp. 97-110. ISBN 0-8054-9444-8
69. ↑  Douglas Redford, The Life and Ministry of Jesus: The Gospels, 2007, pp.165-180. ISBN 0-7847-1900-4
70. ↑  Jack Dean Kingsbury, The Christology of Mark's Gospel, 1983, pp. 91-95. ISBN 0-8006-2337-1
71. ↑  Stephen C. Barton, The Cambridge companion to the Gospels, pp. 132-133. ISBN 0-521-00261-3
72. ↑  Steven L. Cox, Kendell H Easley, Harmony of the Gospels, 2007, pp. 121-135. ISBN 0-8054-9444-8
73. ↑  Douglas Redford, The Life and Ministry of Jesus: The Gospels, 2007, pp. 189-207. ISBN 0-7847-1900-4
74. ↑  Steven L. Cox, Kendell H Easley, Harmony of the Gospels, 2007, p. 137. ISBN 0-8054-9444-8
75. ↑  Douglas Redford, op. cit., pp. 211-229
76. ↑  Watson E. Mills, Roger Aubrey Bullard, Mercer dictionary of the Bible, 1998, p. 929. ISBN 0-86554-373-9
77. ↑  Steven L. Cox, Kendell H Easley, op. cit., pp. 155-170
78. ↑  David L. Turner, Matthew, 2008, p. 613. ISBN 0-8010-2684-9
79. ↑   Giovanni 14.10, su La Parola - La Sacra Bibbia in italiano in Internet.
80. 1 2  Eric Francis Osborn,  L'emergere della teologia cristiana, 1993, p. 98. ISBN 0-521-43078-X
81. ↑  Craig L. Blomberg, Jesus and the Gospels: An Introduction and Survey, 2009, pp. 441-442. ISBN 0-8054-4482-3
82. ↑   Giovanni 3.34, su La Parola - La Sacra Bibbia in italiano in Internet.
83. ↑   Giovanni 7.16, su La Parola - La Sacra Bibbia in italiano in Internet.
84. ↑  Andreas J. Köstenberger, The missions of Jesus and the disciples according to the Fourth Gospel, 1998, pp. 108-109. ISBN 0-8028-4255-0
85. ↑   Matteo 11.27, su La Parola - La Sacra Bibbia in italiano in Internet.
86. ↑  Charles H. Talbert, Matthew, 2010, p. 149. ISBN 0-8010-3192-3
87. ↑  Gail R. O'Day, Susan Hylen, John, 2006, Cap. 15: "The Farewell Discourse", pp. 142-168. ISBN 978-0-664-25260-1
88. ↑   Matteo 4.23, su La Parola - La Sacra Bibbia in italiano in Internet.
89. 1 2 3  E. Keith Howick, The Sermons of Jesus the Messiah, 2003, pp. 7-9. ISBN 978-1-886249-02-8
90. ↑  Andreas J. Köstenberger, L. Scott Kellum, The Cradle, the Cross, and the Crown: An Introduction to the New Testament, 2009, pp. 194-196. ISBN 978-0-8054-4365-3
91. ↑  Craig S. Keener, The Gospel of Matthew, 2009, pp. 37-38. ISBN 978-0-8028-6498-7
92. ↑  R. T. France, The Gospel of Matthew, 2007, p.9. ISBN 978-0-8028-2501-8
93. ↑  Carl G. Vaught, The Sermon on the mount: a theological investigation, 2001, pp. XI-XIV. ISBN 978-0-918954-76-3
94. ↑  F.L. Cross, "Beatitudes." su The Oxford dictionary of the Christian church, Oxford University Press, 2005
95. ↑  James Hastings, A Dictionary Of The Bible, 2004, pp. 15-19. ISBN 1-4102-1730-2
96. ↑  Carol Frances Jegen, Jesus the Peacemaker, 1986, pp. 68-71. ISBN 0-934134-36-7
97. ↑  Ján Majerník, Joseph Ponessa, Laurie Watson Manhardt, The Synoptics: Matthew, Mark, Luke, 2005, pp. 63-68. ISBN 1-931018-31-6
98. ↑   Matteo 10, su La Parola - La Sacra Bibbia in italiano in Internet.
99. ↑   Matteo 18, su La Parola - La Sacra Bibbia in italiano in Internet.
100. ↑  Stanley D. Toussaint, Behold the King: A Study of Matthew, 2005, pp. 215-216. ISBN 0-8254-3845-4
101. ↑  Richard A. Jensen, Preaching Matthew's Gospel, 1998, pp. 25, 158. ISBN 978-0-7880-1221-1
102. ↑  Larry Chouinard, Matthew, 1997, p. 321. ISBN 0-89900-628-0
103. ↑  Herbert Lockyer, All the Parables of the Bible, 1988, p. 174. ISBN 978-0-310-28111-5
104. ↑  J. Dwight Pentecost, The parables of Jesus: lessons in life from the Master Teacher, 1998, p. 10. ISBN 0-8254-3458-0
105. 1 2  Friedrich Gustav Lisco, The Parables of Jesus, 1850, Daniels & Smith Publishers, Philadelphia, pp. 9-11
106. ↑  Ashton Oxenden, The parables of our Lord, 1864, William Macintosh Publishers, Londra, p. 6.
107. 1 2  William Barclay, The Parables of Jesus, 1999, p. 12. ISBN 0-664-25828-X
108. ↑   Giovanni 10.38, su La Parola - La Sacra Bibbia in italiano in Internet.
109. ↑  Eric Francis Osborn, The emergence of Christian theology, 1993, p. 100. ISBN 0-521-43078-X
110. ↑   Luca 17.19, su La Parola - La Sacra Bibbia in italiano in Internet.
111. ↑  Berard L. Marthaler, The creed: the apostolic faith in contemporary theology, 2007, p. 220.ISBN 0-89622-537-2
112. ↑  Herbert Lockyer, All the Miracles of the Bible, 1988, p. 235. ISBN 0-310-28101-6
113. ↑   Matteo 14.34-36, su La Parola - La Sacra Bibbia in italiano in Internet.
114. ↑  Pheme Perkins, Reading the New Testament, 1988, p. 54. ISBN 0-8091-2939-6
115. ↑   Matteo 10.8, su La Parola - La Sacra Bibbia in italiano in Internet.
116. ↑  Craig Blomberg, David Wenham, The Miracles of Jesus, 1986, p. 197. ISBN 1-85075-009-2
117. 1 2 3  Catholic Encyclopedia on Miracles
118. ↑  Herbert Lockyer, All the Miracles of the Bible, 1988, p. 25. ISBN 0-310-28101-6
119. ↑  William Thomas Brande, George William Cox, A dictionary of science, literature, & art Londra, 1867, edito anche da Old Classics on Kindle, 2009, p. 655
120. ↑  Bernard L. Ramm, An Evangelical Christology, 1993, p. 45. ISBN 1-57383-008-9
121. ↑  Robert Maguire, The miracles of Christ, 1863, edito anche da Weeks & Co., Londra, p. 133
122. ↑  Warren W. Wiersbe, Classic Sermons on the Miracles of Jesus, 1995, p. 132. ISBN 0-8254-3999-X
123. ↑   Giovanni 20.30, su La Parola - La Sacra Bibbia in italiano in Internet.
124. ↑   Giovanni 5.36, su La Parola - La Sacra Bibbia in italiano in Internet.
125. ↑  Jack Dean Kingsbury, Mark Allan Powell, David R. Bauer, Who do you say that I am? Essays on Christology, 1999, p. 106. ISBN 0-664-25752-6
126. ↑  Daniel Rathnakara Sadananda, The Johannine exegesis of God, 2005, p. 281. ISBN 3-11-018248-3
127. ↑   Giovanni 1.29, su La Parola - La Sacra Bibbia in italiano in Internet.
128. ↑  T. E. Pollard, Johannine Christology and the Early Church, 2005, p. 21. ISBN 0-521-01868-4
129. ↑  Martin Hengel, Studies in Early Christology, 2004, p. 371. ISBN 0-567-04280-4
130. ↑   Apocalisse 21.14, su La Parola - La Sacra Bibbia in italiano in Internet.
131. ↑  M. R. De Haan, Martin Ralph DeHaan, Studies in Revelation, 1998, p. 103. ISBN 0-8254-2485-2
132. 1 2  Frank J. Matera, New Testament christology, 1999, p. 67. ISBN 0-664-25694-5
133. ↑   Atti 2.23, su La Parola - La Sacra Bibbia in italiano in Internet.
134. ↑  Marion L. Soards, The speeches in Acts: their content, context, and concerns, 1994, p. 34. ISBN 0-664-25221-4
135. ↑   Galati 6.12, su La Parola - La Sacra Bibbia in italiano in Internet.
136. 1 2 3  Hans Schwarz, Christology, 1998, pp. 132-134. ISBN 0-8028-4463-4
137. ↑   1Corinzi 2.8, su La Parola - La Sacra Bibbia in italiano in Internet.
138. ↑   Filippesi 2.8, su La Parola - La Sacra Bibbia in italiano in Internet.
139. ↑   Romani 4.25, su La Parola - La Sacra Bibbia in italiano in Internet.
140. ↑  Stephen Edmondson, Calvin's Christology, 2004, p. 91. ISBN 0-521-54154-9
141. ↑  Hughes Oliphant Old, The Reading and Preaching of the Scriptures, 2002, p. 125. ISBN 0-8028-4775-7
142. ↑  Sergej Bulgakov, The Lamb of God, 2008, p. 129. ISBN 0-8028-2779-9
143. ↑  Karl Rahner, Encyclopedia of theology: a concise Sacramentum mundi, 2004, p. 74. ISBN 0-86012-006-6
144. ↑   1Corinzi 15.12-20, su La Parola - La Sacra Bibbia in italiano in Internet.
145. ↑   1Pietro 1.3, su La Parola - La Sacra Bibbia in italiano in Internet.
146. ↑   Colossesi 2.12, su La Parola - La Sacra Bibbia in italiano in Internet.
147. ↑   Romani 6.4, su La Parola - La Sacra Bibbia in italiano in Internet.
148. ↑   Ebrei 6:1, su La Parola - La Sacra Bibbia in italiano in Internet.
149. ↑  Berard L. Marthaler, The creed: the apostolic faith in contemporary theology, 2007, p.361. ISBN 0-89622-537-2
150. ↑   1Corinzi 15.20-22, su La Parola - La Sacra Bibbia in italiano in Internet.
151. ↑   1Corinzi 15.20-22, su La Parola - La Sacra Bibbia in italiano in Internet.
152. ↑  James D. G. Dunn, Theology of Paul the Apostle, 2003, p. 235.
153. 1 2  Bart Ehrman, Peter, Paul, and Mary Magdalene: The Followers of Jesus in History and Legend, Oxford University Press, 2006. ISBN 0-19-530013-0
154. ↑   Romani 1.4, su La Parola - La Sacra Bibbia in italiano in Internet.
155. ↑  Karl Ludvig Reichelt, Sverre Holth, Meditation and Piety in the Far East, 2004, p. 30. ISBN 0-227-17235-3
156. ↑  Corinzi 15:42-49, con commentario di Dale B. Martin, The Corinthian Body, Yale University Press, 1999, spec. p. 126. ISBN 0-300-08172-3
157. ↑  Michel Quenot, The Resurrection and the icon, 1998, p. 72. ISBN 0-88141-149-3